# Erechthias centroscia
Erechthias centroscia är en fjärilsart som beskrevs av Turner 1933. Erechthias centroscia ingår i släktet Erechthias och familjen äkta malar. Inga underarter finns listade i Catalogue of Life.